# Joan Planella i Rodríguez

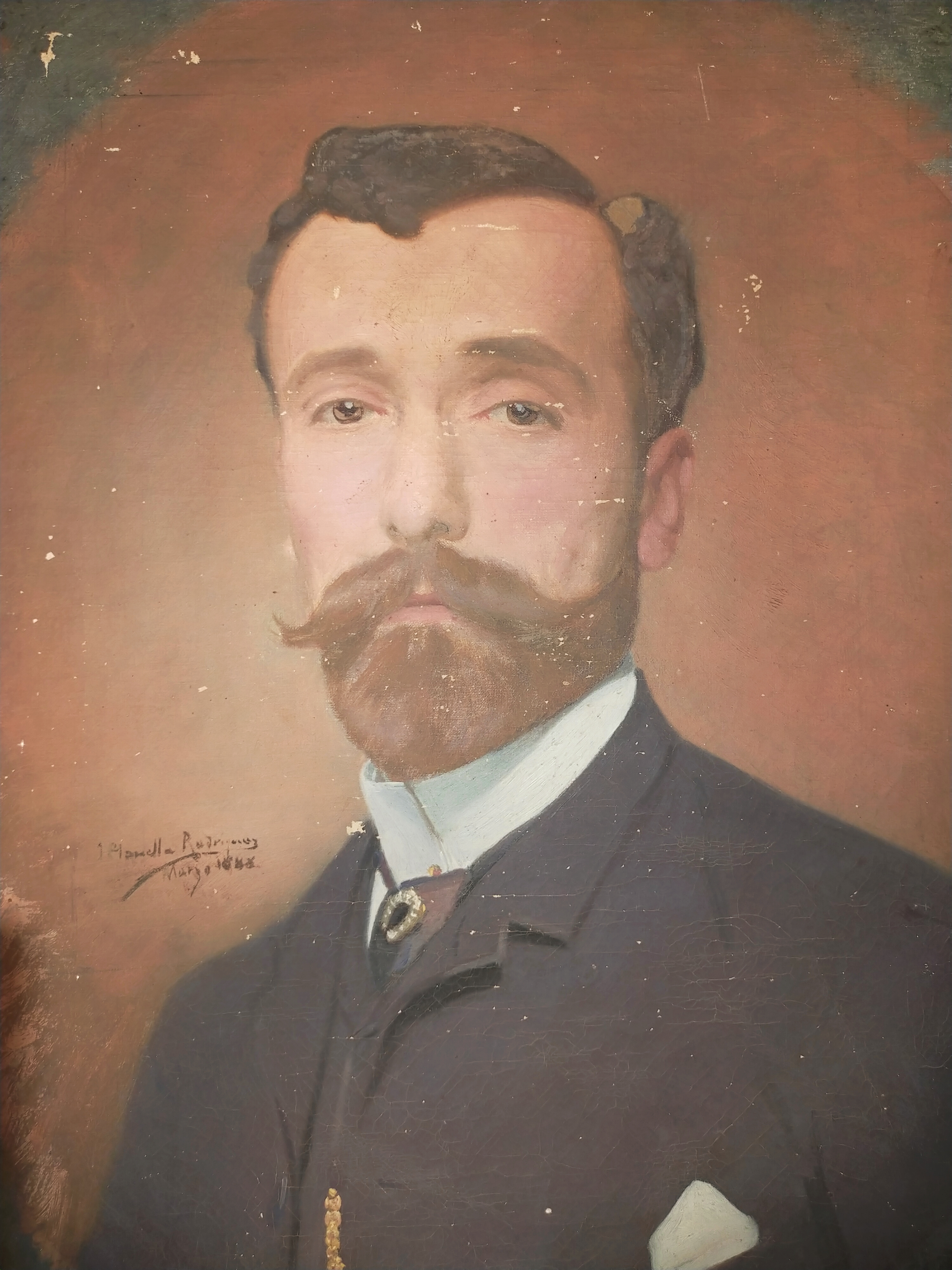
Selbstporträt Joan Planella i Rodríguez (Ausschnitt), datiert März 1888 (Privatbesitz)

Joan Planella i Rodríguez (2. Februar 1849 in Barcelona – ca. Anfang Juni 1910 ebendort), Sohn des Malers und Direktors einer Kunstschule in Barcelona, Joaquim Planella i Parera und dessen Ehefrau Josefa Rodríguez Canalda, war ein katalanischer Maler der kostumbristisch realistischen Schule. Sein berühmtestes Werk ist das im Madrider Prado ausgestellte und heute in Privatbesitz befindliche Bild Arbeitermädchen (La nena obrera) (1882), das zu einem Symbol der Industrialisierung der katalanischen Textilindustrie des 19. Jhdts. wurde.
Planella i Rodríguez nahm an internationalen Ausstellungen in Paris, München und Berlin teil und wurde u. a. bei der Weltausstellung in Chicago (1893) für sein Werk ausgezeichnet.
Da viele seiner Gemälde undatiert und unsigniert blieben, ist ein Gutteil seines Nachlasses in Vergessenheit geraten und in Verstoß geraten.
Sein einziges bekanntes Selbstporträt, datiert mit März 1888, ein Ausschnitt dessen auch in einem kurzen Nachruf in der Zeitschrift La Actualidad in Barcelona veröffentlicht wurde, befindet sich heute in Privatbesitz in Österreich. Weitere Werke wie das Porträt seiner Ehefrau aus dem gleichen Jahr 1888, beide möglicherweise anlässlich eines Verwandtenbesuches während einer Brasilienreise entstanden, befinden sich bis heute in brasilianischem Privatbesitz.

## Leben und Werk
Joan Planella i Rodríguez wurde am 2. Februar 1849 in Barcelona als Sohn von Joaquim Planella i Parera, selbst Maler und Direktor einer Kunstschule in Barcelona, und dessen Ehefrau Josefa Rodríguez Canalda geboren. So begann Joan bereits im Alter von neun Jahren seine Ausbildung an der berühmten Kunstschule Llotja in Barcelona, die er nach elf Jahren 1870 absolvierte.
Nach ersten Ausstellungen in Barcelona und Madrid gewann er 1975 ein vom Industriellen Ferran Puig i Gibert ins Leben gerufenes Stipendium, das ihm den Aufenthalt in Rom zu seiner künstlerischen Fortbildung ermöglichte. Im Sommer 1876 begab er sich auf eine ausgedehnte Studienreise durch Italien, wo ihn besonders Arbeiten Tiepolos in Venedig beeindruckten und sein weiteres Werk prägten.
Nach seiner Rückkehr aus Italien nach Barcelona folgte er noch im Jahr 1876 seinem kurz davor verstorbenen Vater als Direktor an dessen Kunstschule nach. Er nahm auch seine Ausstellungstätigkeit wieder auf, zuerst national, bald auch international. So stellte er unter anderem 1881 im Prado in Madrid (Die Ernte - La verema und Weg von Montserrat - Camino de Montserrat), und ebendort 1884 La nena obrera (Das Arbeitermädchen, in Privatbesitz) aus, was ihm mehrfache Auszeichnungen brachte. Sein Arbeitermädchen wurde zu einem frühen Hauptwerk der künstlerischen Strömung des sozialen Realismus des ausgehenden 19. Jahrhunderts und gilt heute als sein Hauptwerk. Das Gemälde zeigt sehr detailliert ein an einem Webstuhl arbeitendes Mädchen und wird damit zu einem Sinnbild weiblicher Kinderarbeit in der Textilindustrie, einem vorherrschenden Sektor der katalonischen Industrie der Epoche. Das Bild wurde mit großem Erfolg 1885 auf der vom Centre d'Aquarellistes de Barcelona (MHCAT, Barcelona) organisierten Ausstellung gezeigt. Der Erfolg des Arbeitermädchens war daraufhin so groß, dass Juan Planella selbst eine identische zweite Version des Bildes anfertigte, die sich heute in der Sammlung des Historischen Museums von Katalonien befindet.
Neben Beiträgen zur ersten allgemeinen Ausstellung der Schönen Künste in Barcelona (Bei der Weinlese) begann Planella 1887 seine internationale Karriere und stellte sein Arbeitermädchen in Paris zur Schau, ebenso 1891 auf der Internationalen Ausstellung der Schönen Künste in Berlin, was ihm eine Goldmedaille zweiter Klasse einbrachte; und schließlich an der Weltausstellung Chicago von 1893, wo er ebenfalls ausgezeichnet wurde. Als weiterer internationaler Ausstellungsort ist München (Zweite Münchener Jahresausstellung von Kunstwerken aller Nationen im kgl. Glaspalaste 1890) bekannt, wo er für sein in dessen Saal 17 ausgestelltes Ölgemälde Und Gott sprach: Im Schweisse Deines Angesichtes sollst Du Dein Brod essen (sic!) eine Medaille zweiter Klasse gewann. 1893 präsentierte er sein Werk auf einer Ausstellung im Athenaeum von Barcelona.

## Erhaltene Hauptwerke von Joan Planella i Rodríguez
1870
- Küchengehilfe
- Alter beim Zeitvertreib

1871
- Der Tag des Hl. Waldemar

1876

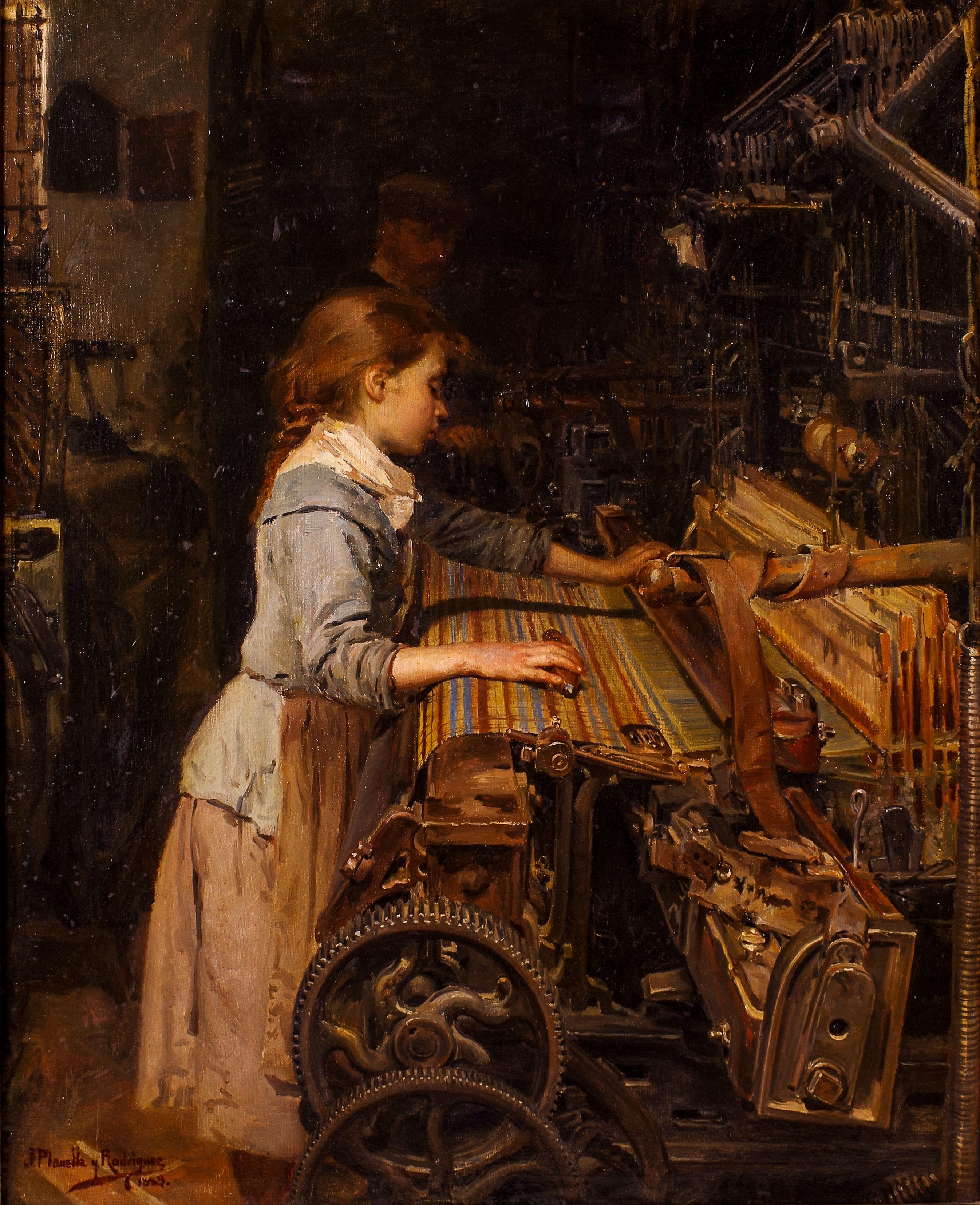
Arbeitermädchen - zweite Version (Historisches Museum von Katalonien - MHC, Barcelona)

- Überführung des Marienhauses nach Loreto (Kopie des Gemäldes von Tiepolo) (Reial Acadèmia Catalana de Belles Arts de Sant Jordi, Barcelona)

1878
- Mannesportrait (Museu Municipal de Nàutica del Masnou)

1881
- Weg auf Montserrat
- Die Ernte (Museo del Prado, Madrid)

1882
- Arbeitermädchen (Privatsammlung)
- Bourbonischer Speerwerfer
- Portrait von General Prendergast

1885
- Arbeitermädchen (zweite Version) (Historisches Museum von Katalonien - MHC, Barcelona)
- Portrait von Manel Milà i Fontanals (Athenäum Barcelona)
- Portrait des Ehepaares Galceran (Museu Nacional d'Art de Catalunya, MNAC, Barcelona)

1887
- Die Bürger von Castilla verlassen Valladolid (Museo del Prado, Madrid)

1888
- Selbstporträt (Privatbesitz, Tokio, Japan)
- Portrait der Ehefrau (Privatbesitz, Recife, Brasilien)
- Ein Gasthaus in Brasilien

1891
- Bei der Weinlese

undatiert - unbekannt
- Landszene
- Alter Mann auf dem Balkon
- Und Gott sprach: Im Schweisse Deines Angesichtes sollst Du Dein Brod essen (verschollen)

## Bibliographie
- J. A. Elias de Molins, Diccionario biográfico y bibliográfico de escritores y artistas catalanes del siglo xix, vol. II, Barcelona, Imprenta de Calzada, 1889
- F. Marès Deulovol, Dos siglos de enseñanza artística en el Principado, Barcelona, Real Academia de Bellas Artes de San Jorge, 1964
- M. Ossorio y Bernard, Galería biográfica de artistas españoles del siglo xix, Madrid, Librería Gaudí, 1975
- B. de Pantorba, Historia y crítica de las exposiciones nacionales de Bellas Artes celebradas en España, Madrid, Jesús Ramón García-Rama, 1980
- F. Fontbona, Història de l’art català. Del Neoclassicisme a la Restauració, 1808-1888, vol. VI, Barcelona, Edicions 62, 1990